# استخوان پروانه‌ای
استخوان پروانه‌ای یا استخوان شب‌پره‌ای (به انگلیسی: Sphenoid bone) یکی از استخوان‌های غیر جفت کف جمجمه انسان و تا حدودی شبیه پروانه یا شب‌پره‌ای با بال‌های گشاده است. نام انگلیسی آن از یونانی گرفته شده و به معنی گُوِه است.
استخوان پروانه‌ای در میانه‌های جمجمه در جلوی استخوان گیجگاهی و بخش پایه‌ای استخوان پس‌سری قرار دارد.
استخوان پروانه‌ای یکی از هفت استخوانی است که با هم مفصل می‌شوند تا کاسه چشم را به‌وجود آورند. دیواره پسین (خلفی) کاسه چشم را استخوان پروانه‌ای می‌سازد.
استخوان پروانه‌ای با استخوان‌های پیشانی، آهیانه، پرویزنی، گیجگاهی، استخوان گونه، استخوان کامی، خیش و استخوان پس‌سری مفصل می‌شود. استخوان پروانه‌ای به پیوستن کاسه مغز به اسکلت صورت کمک می‌کند.
هیپوفیز در یکی از فرورفتگی‌های استخوان پروانه‌ای به نام زین ترکی قرار دارد.

## کارکرد
این استخوان به شکل‌گیری پایه و کناره‌های جمجمه و کف و دیواره‌های کاسهٔ چشم کمک می‌کند. استخوان پروانه‌ای محل اتصال بیشتر ماهیچه‌های جونده است. بسیاری از سوراخ‌ها و شکاف‌های استخوان‌بندی سر در استخوان پروانه‌ای جای گرفته‌اند که اعصاب و رگ‌های خونی سر و گردن را عبور می‌دهند. از آن جمله است: شکاف بالایی کاسه چشم (با عصب چشمی)، سوراخ گرد استخوان پروانه‌ای (با عصب فک بالا) و سوراخ بیضی (با عصب آرواره‌ای پایینی).

## ساختار
استخوان پروانه‌ای به بخش‌های زیر تقسیم می‌شود:
- بخش رو به داخل که به عنوان تنه استخوان پروانه‌ای شناخته می‌شود و زین ترکی (Sella turcica) در آن قرار دارد.[۲]
- دو بال بزرگ در بخش جانبی تنه و دو بال کوچک مربط به بخش پیشین (قدامی)
- زائده بالی که از محل تلاقی تنه و بال‌های بزرگ رو به پایین می‌رود.[۳]

تنه استخوان پروانه‌ای دارای سطوح بالایی، پایینی، پیشین، پسین و کناری است:

## سطح بالایی
سطح فوقانی تنه استخوان شامل اجزا زیر است:
- مهتابی پروانه‌ای (ژوگوم اسفنوئید)

قسمت قدامی سطح فوقانی تنه به این نام صاف است. در حد خلفی آن، یک لبه استخوانی وجود دارد که کنار قدامی شیار (ناودان) چلیپایی را تشکیل می‌دهد. این شیار در دو سو منتهی به مجرای دیداری می‌شود.
- ناودان چلیپایی (سولکوس کیاسماتیک، Sulcus chiasmaticus)
- تکمه زین ترکی (سلا تورسیکا، Sella turcica)

در خلف ناودان به شکل بیضی است در خلف این تکمه، فرورفتگی عمیق به نام زین ترکی وجود دارد که عمیق‌ترین قسمت آن را حفره هیپوفیز می‌نامند که جایگاه غده هیپوفیز است.
- زین ترکی: فرورفتگی ویژه‌ای است روی رویه بالایی استخوان پروانه‌ای که غده هیپوفیز را در خود جای داده‌است. در هر طرف لبه قدامی زین ترکی، یک برآمدگی استخوانی به نام زائده بالینی (کلینوئید) میانی وجود دارد.
- زین پشتی (دورسوم سله): مرز پسین (خلفی) زین ترکی توسط صفحه استخوانی چهارگوش بدین نام محدود می‌گردد. زین پشتی دو زائده دارد. زائده بالینی (کلینوئید) خلفی بر روی دو زاویه فوقانی زین پشتی (دورسوم سله، Dorsum sellae) خارج می‌گردد. زائده خاره‌ای (پتروزال) در طرفین تنه و در زیر زین پشتی است که با راس زائده خاره‌ای استخوان گیجگاهی مفصل می‌شود.
- نَشیب: فضای شیب‌داری است که در عقب زین پشتی قرار دارد. نشیب (کلیووس) یک سطح استخوانی است در حفره پسین جمجمه که از سوراخ پشت سری تا زین ترکی به‌طور سراشیبی امتداد دارد.[۳]

## سطح پایینی
سطح زیرین تنه در تشکیل سقف حفره بینی شرکت می‌نماید.
اجزا:
- منقاره پروانه‌ای (روستروم اسفنوئید): سطح زیرین تنه در خط وسط دارای یک برجستگی سه‌گوش پیشین‌پسین (قدامی‌خلفی) به‌نام منقاره است که با بال‌های استخوان خیش (ومر) مفصل می‌شود.
- شاخک پروانه‌ای (Sphenoidal conchae)
- زائده‌های مهبلی صفحه بالی داخلی

## سطح پیشین
سطح قدامی تنه از استخوان دارای یک ستیغ عمودی تحت عنوان ستیغ (crest) پروانه‌ای می‌باشد که با کنار خلفی فوقانی صفحه عمودی استخوان پرویزنی (اتموئید) مفصل می‌شود. در طرفین ستیغ پروانه‌ای (اسفنوئید)، سوراخ‌های پروانه‌ای قرار دارند که سینوس پروانه‌ای را به بن‌بست پروانه‌ای‌پرویزنی Sphenoethmoidal recess مربوط می‌کند. این سوراخ‌ها توسط دو صفحه نازک و خمیده که شاخک پروانه‌ای نامیده می‌شود و به بخش تحتانی قدامی جسم استخوان اتصال دارند پوشیده می‌شود، در خارج سوراخ‌های مذکور، سطح قدامی جسم با توده‌های طرفی اتموئید مفصل می‌شود.

## سطح پسین
سطح خلفی تنه با کنار قدامی بخش قاعده‌ای استخوان پس‌سری مفصل می‌شود.

## سطوح کناری
سطوح طرفی محل‌ّ ارتباط بال‌های استخوان به تنه هستند. در بالای محل‌ّ اتصال بال بزرگ به جسم استخوان ناودانی به‌نام ناودان کاروتید carotid sulcus قرار دارد که محل استقرار شریان کاروتید داخلی و سینوس غاری (کاورنوس) می‌باشد. لبه خارجی ناودان مذکور در عقب به‌صورت زائده‌ای استخوانی تحت عنوان زبانه (lingula) دیده می‌شود.

## سینوس پروانه‌ای
سینوس پروانه‌ای در پشت سینوس پرویزنی و چشم و در مرکز استخوان جمجمه، زیر غدهٔ هیپوفیز قرار دارد. سینوس‌های پروانه‌ای در سنین بلوغ ظاهر می‌گردند. سینوزیت پروانه‌ای باعث ایجاد درد و احساس فشار پشت چشم‌ها می‌شود.

## بال‌های بزرگ
به بخش تحتانی سطوح طرفی جسم استخوان اتّصال دارد و در تشکیل بخش وسیعی از حفره مغزی میانی شرکت می‌نماید. برای هریک از بال‌های بزرگ سه سطح درون‌سری، برون‌سری و کاسه‌چشمی و یک کنار محیطی در نظر می‌گیرند.
سطح درون‌سری مقعر بوده و در محل‌ّ اتّصال به جسم از جلو به عقب دارای سه سوراخ می‌باشد:
پیشین‌ترین (قدامی‌ترین) سوراخ گِرد rotundum foramen سوراخ گرد بزرگ می‌باشد که از آن عصب بَرواره‌ای (ماگزیلاری) می‌گذرد در عقب و خارج آن سوراخ بیضی ovale foramen قرار دارد که گدرگاه عصب زیرواره‌ای (مندیبولار) و عصب خاره‌ای کوچک می‌باشد. در پاره‌ای موارد در طرف داخل‌سوراخ بیضی سوراخ کوچکی وجود دارد که محل‌ّ عبور عصب خاره‌ای کوچک می‌باشد. همچنین در بعضی موارد در طرف داخل سوراخ بیضی سوراخ دیگری جهت عبور یک ورید خروجی از سینوس غاری می‌باشد. در عقب سوراخ بیضی، سوراخ دیگری تحت عنوان سوراخ خاری spinosum foramen وجود دارد که محل‌ّ عبور سرخرگ شامه‌ای میانی (مننژیا مدیا) می‌باشد.
سطح برون‌سری (یا خارجی) از بالا به پایین محدّب بوده و به توسط یک ستیغ عرضی برجسته قدامی خلفی تحت عنوان ستیغ فروگیجگاهی (اینفراتمپورال) به دو سطح فرعی گیجگاهی و اینفراتمپورال تقسیم می‌شود. قسمت خلفی، سطح خارجی بال تبدیل به خار پروانه‌ای می‌گردد که به راس آن رباط پروانه‌ای‌زیرواره‌ای (اسفنومندیبلار) می‌چسبد. درحد فاصل بین سطح گیجگاهی و سطح کاسه‌چشمی (اوربیتال) بال بزرگ پروانه‌ای یک کناره مشخص به‌نام margo zygomatic قابل رؤیت است که محل‌ّ مفصل شدن با استخوان گونه می‌باشد.
سطح کاسه‌چشمی که سطح صاف و چهارگوش می‌باشد که بخش خلفی جدار خارجی کاسه چشم را تشکیل می‌دهد، کنار فوقانی آن با استخوان پیشانی و کنار خارجی آن که همان margo zygomatic می‌باشد با استخوان گونه مفصل می‌شود. کنار داخلی آن به همراه کنار خلفی بال کوچک پروانه‌ای (اسفنوئید) شکاف کاسه‌چشمی بالایی superior orbital fissure را تشکیل می‌دهد و کنار تحتانی در تشکیل شکاف کاسه‌چشمی پایینی Inferior orbital fissure شرکت می‌نماید.
کناره محیطی استخوان از طرف خارج و جلو با استخوان پیشانی و در عقب با بخش صدفی استخوان گیجگاهی (تمپورال) مَفصل می‌شود. در حد خلفی کناره خارجی بال بزرگ، زائده نوک‌تیزی به نام خار پروانه‌ای وجود دارد. بخشی از کناره محیطی که در حد فاصل بین خار پروانه‌ای و جسم پروانه‌ای قرار دارد به دو بخش تقسیم می‌شود. نیمه داخلی این کنار به همراه کنار قدامی خاره‌ای (پتروز) ایجاد سوراخ اشکی foramen lacerum را می‌نماید که گدرگاه سرخرگ کاروتید داخلی می‌باشد ولی نیمه خارجی آن با کنار قدامی پتروز از استخوان گیجگاهی مفصل می‌شود بین این دو استخوان در سطح تحتانی جمجمه شیاری به‌نام ناودان لوله‌ای sulcus tubae ایجاد می‌شود که محل‌ّ استقرار بخش غضروفی شیپور استاش می‌باشد. بخش داخلی کناره محیطی بال بزرگ در جلو آزاد بوده و حد پایینی شکاف کاسه‌چشمی بالایی را ایجاد می‌نماید و در عقب به جسم استخوان پروانه‌ای اتّصال دارد.

## بال‌های کوچک
به شکل دو صفحه مثلثی شکل می‌باشند که به بخش قدامی فوقانی جسم استخوان‌اتصال دارد. کنار قدامی بال کوچک مضرس بوده و با صفحه کاسه چشمی از استخوان پیشانی‌مفصل می‌شود. کنار خلفی صاف بوده و آزاد می‌باشد. انتهای داخلی کنار خلفی در هر طرف‌زایده‌ای را تحت عنوان زائده بالینی پیشین (کلینوئید قدامی) را می‌سازد که‌محل‌ّ اتّصال چادرینه مخچه می‌باشد. در محل‌ّ اتّصال بال کوچک به جسم استخوان مجرایی تحت عنوان مجرای بینایی optic canal ایجاد می‌شود که از آن عصب بینایی و سرخرگ بینایی (افتالمیک) می‌گذرد.
سطح فوقانی بال کوچک صاف بوده و در تشکیل بخش خلفی حفره مغزی قدامی شرکت می‌نماید.
سطح تحتانی بال کوچک در تشکیل بخش خلفی سقف کاسه چشم شرکت می‌نماید.

## زائده‌های بالی
زائده‌های بالی (رجلی یا تریگوئید Pterygoid) در هر طرف یک عدد بوده و از محل‌ّ اتّصال بال بزرگ به تنه از سطح‌تحتانی تنه اسفنوئید به‌طور عمود پایین می‌آید. هریک از زواید تریگوئید از دو صفحه خارجی و داخلی تشکیل می‌شود که در بالا و جلو به هم چسبیده می‌باشند و بین آنها حفره‌ای‌تحت عنوان حفره بالی pterygoid fossa ایجاد می‌شود ولی در پایین بین دو صفحه مذکور شکاف (fissure) بالی ایجاد می‌شود که محل‌ّ استقرار زایده هرمی‌استخوان کام می‌باشد. در بالای حفره تریگوئید و در نتیجه دو شاخه شدن بخش فوقانی کنار خلفی صفحه داخلی، حفره کم عمقی تحت عنوان حفره ناوی scaphoid fossa شکل می‌گیرد که پیوندگاه ماهیچه کشنده نرم‌کام (عضله تنسور ولی پالاتینی) می‌باشد. همچنین صفحه داخلی در بالا به صورت یک تیغه نازک تا سطح تحتانی جسم استخوان پروانه‌ای (اسفنوئید) امتداد می‌یابد و ایجاد زائده مهبلی vaginal process را می‌نمایند که در جلو با زایده اسفنوئیدال استخوان کام و در داخل با بال استخوان خیش مفصل می‌شود و مجرای پالاتو واژینال را ایجاد می‌نماید. انتهای پایینی بال داخلی به‌صورت یک زائده قلاب مانند تحت عنوان قلابچه (hamulus) بالی درمی‌آید و به آن رباط پتریگومندیبولار اتّصال دارد.
علاوه بر این در سطح قدامی ریشه زوائد بالی (تریگوئید) یک کانال قدامی خلفی به‌نام مجرای بالی قرار دارد که از آن عصب کانال تریگوئید (یا عصب ویدین) عبور می‌نماید.

## استخوانی شدن
جسم استخوان اسفنوئید در طی ماه‌های هفتم یا هشتم زندگی داخل رحمی شامل دو بخش قدامی و خلفی می‌باشد. بخش قدامی در جلوی برجستگی زین قرار دارد و بال‌های کوچک به آن اتّصال دارد. بخش خلفی جسم، شامل زین ترکی و برجستگی زین می‌باشد که به‌آن بالهای بزرگ و زائده‌های بالی اتّصال دارند. بخش قدامی استخوان به توسط شش‌مرکز و بخش خلفی آن از طریق هشت مرکز استخوانی می‌شوند و اتصال آن‌ها در طی حدود ماه هشتم زندگی داخل رحمی انجام می‌شود. در زمان تولد استخوان پروانه‌ای از سه قسمت تشکیل می‌شود. بخش مرکزی شامل جسم و بال‌های کوچک باشد و بخش‌های طرفی در هر طرف از بال‌های بزرگ و زوائد بالی تشکیل می‌شود. اتّصال بال‌های استخوان پروانه‌ای با جسم استخوان در طی‌ّ سال اوّل زندگی بعد از تولّد انجام می‌شود. سینوس پروانه‌ای پیش از تولد رشد زیادی ندارد ولی بعد از تولد در هنگام بلوغ به اندازه کامل و طبیعی خود می‌رسد. در سنین قبل از بلوغ اتصال دو استخوان پروانه‌ای و پس‌سری به توسط یک غضروف شفاف انجام می‌شود. این غضروف بعد از بلوغ استخوانی شده و در حدود ۲۵سالگی دو استخوان پروانه‌ای و پس‌سری به هم جوش می‌خورند.

## نگارخانه

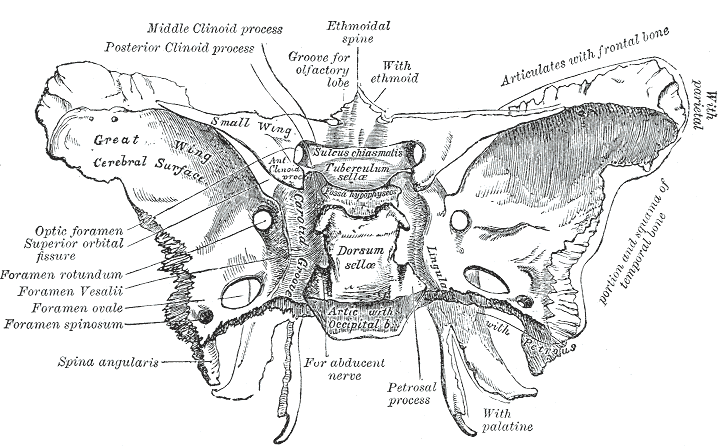
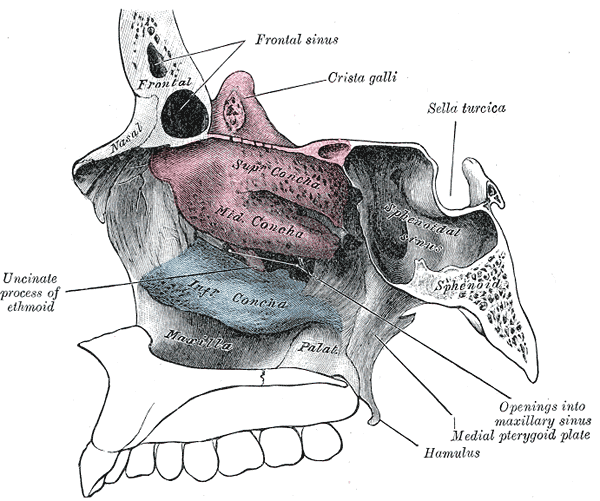
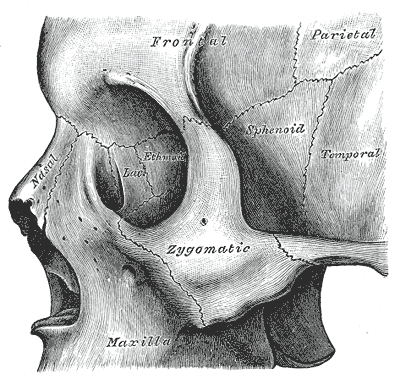
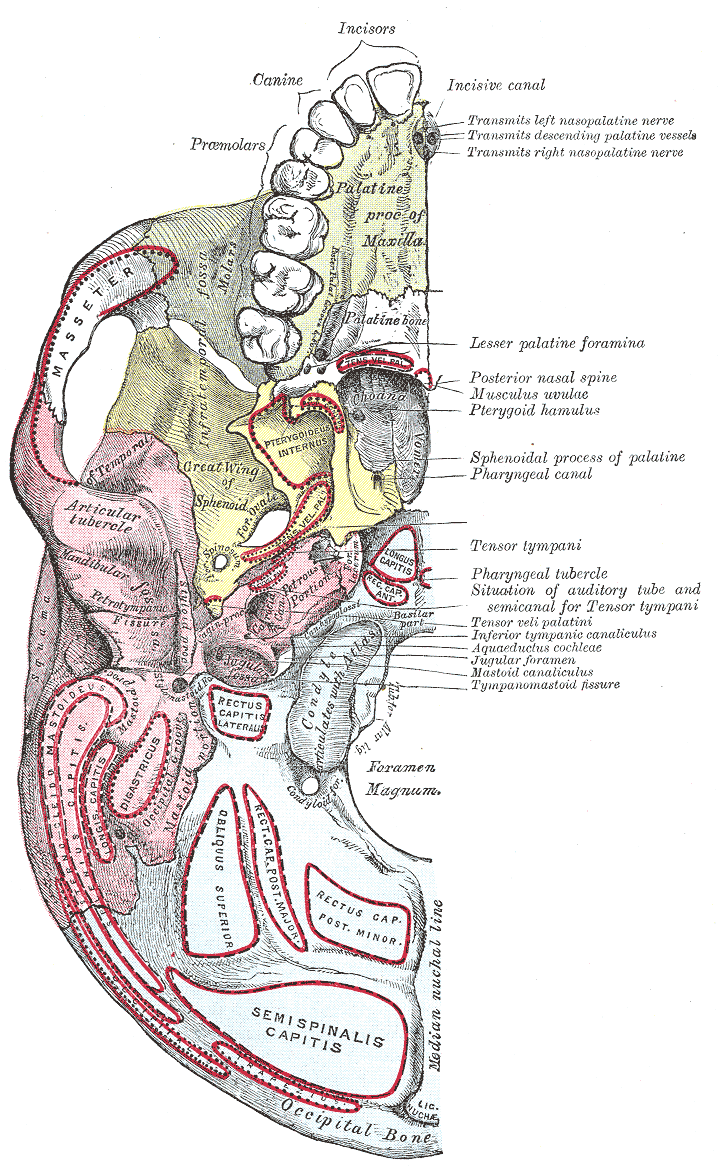
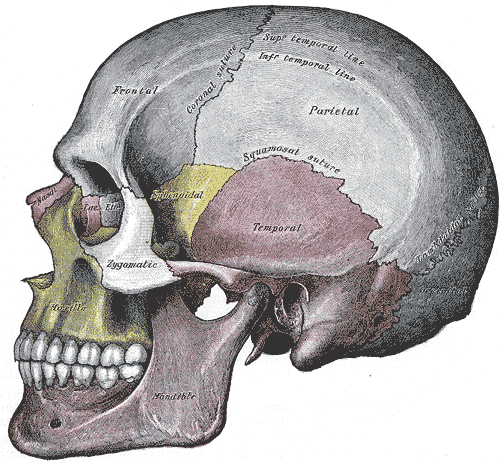
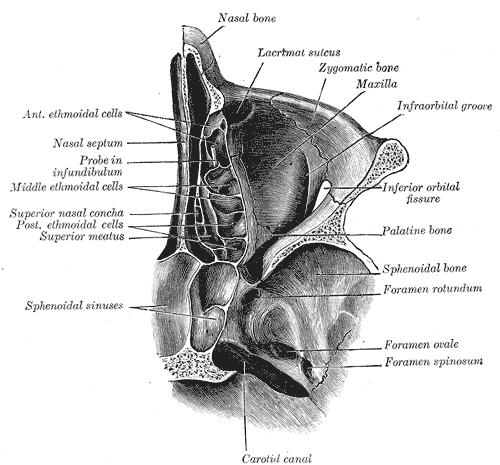
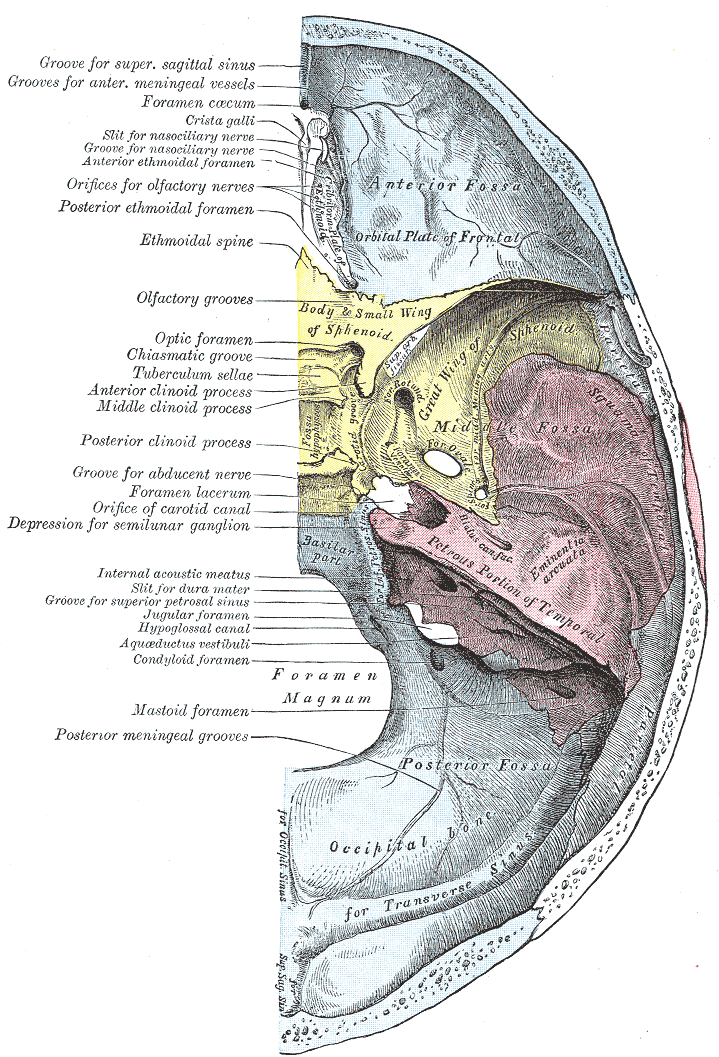
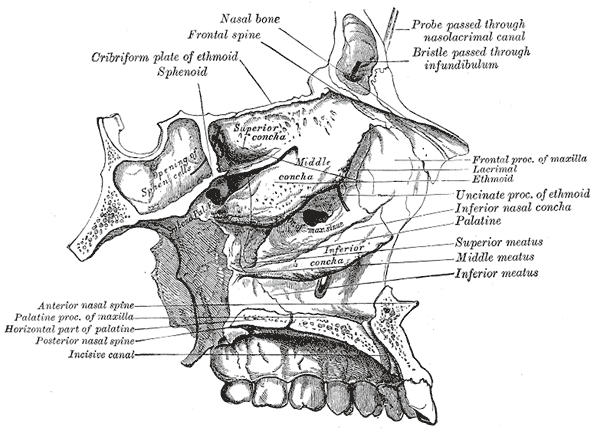
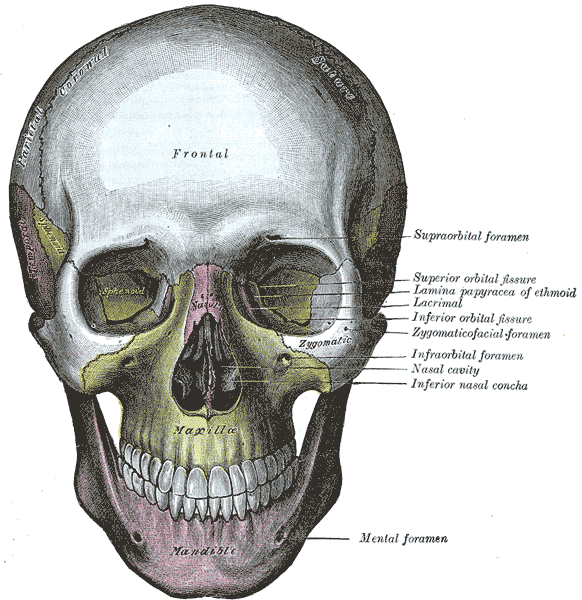
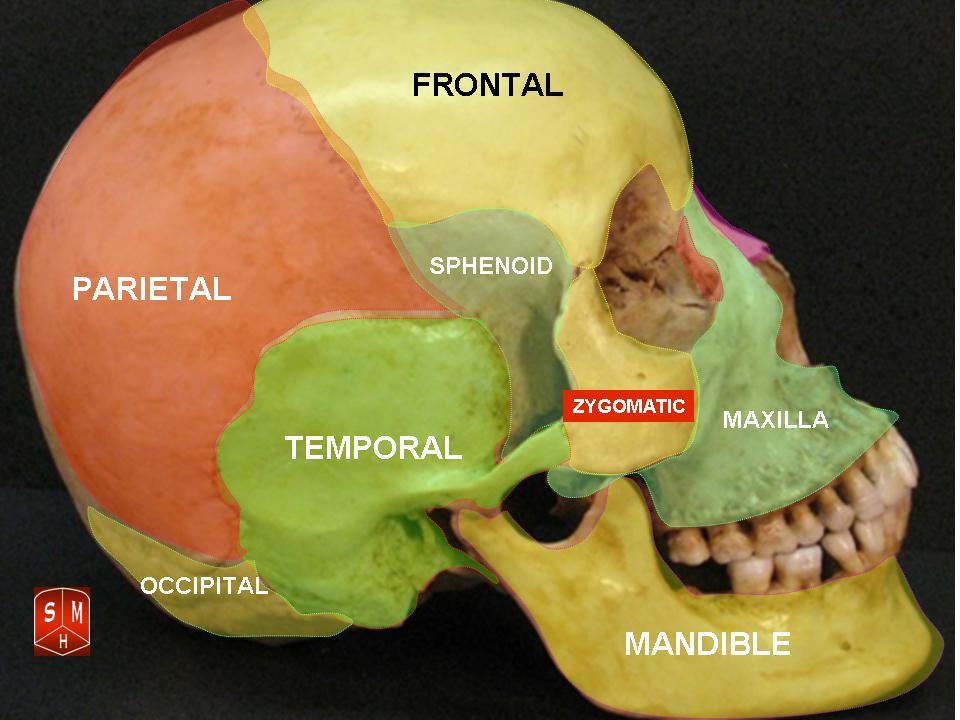
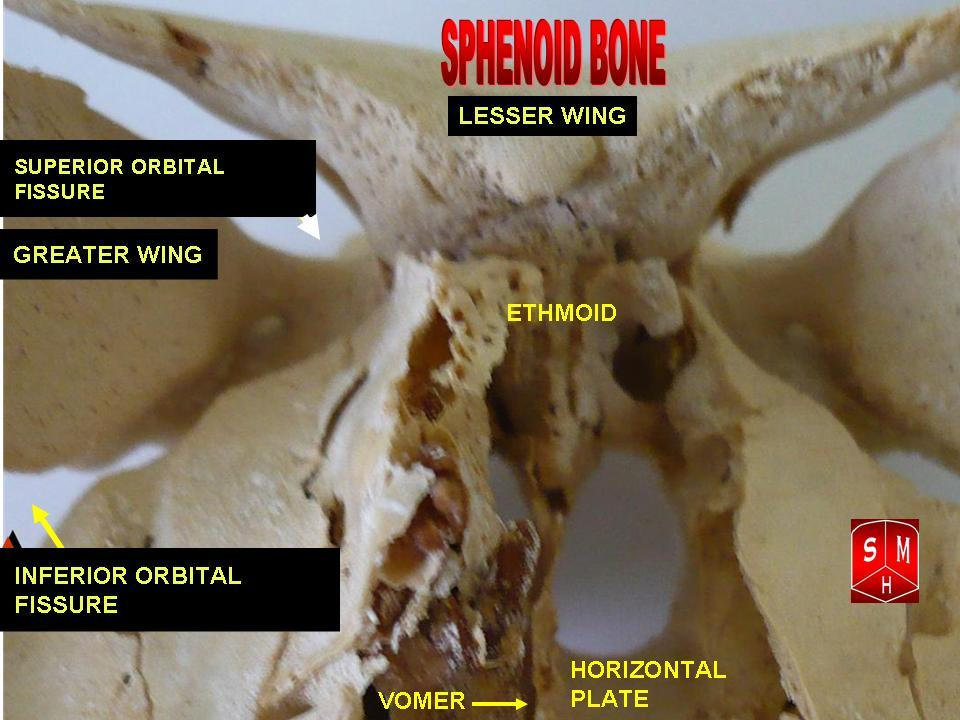
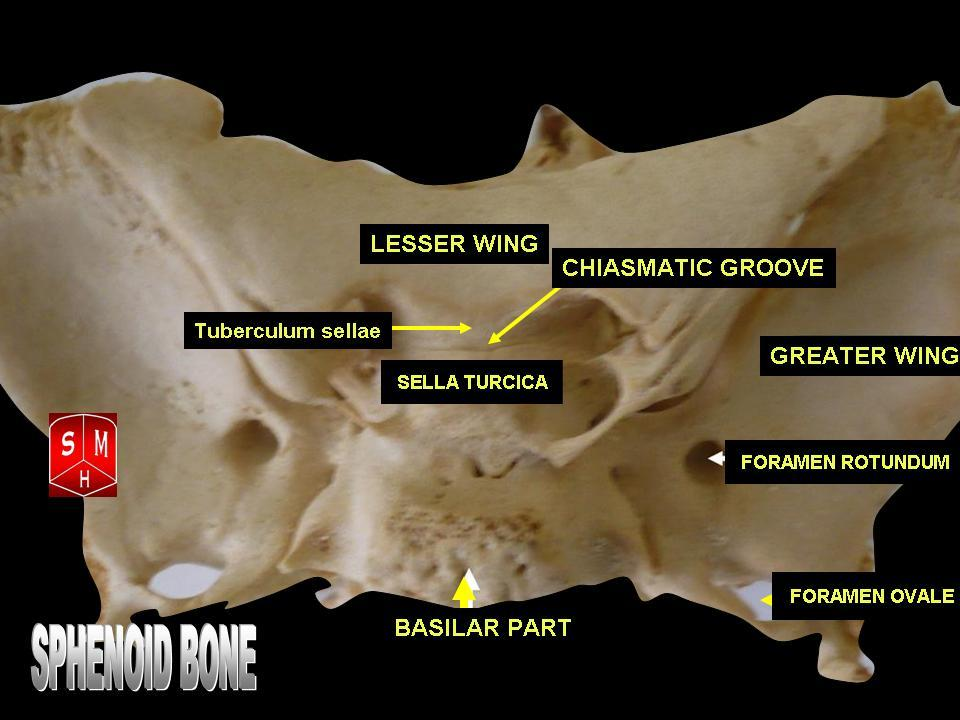
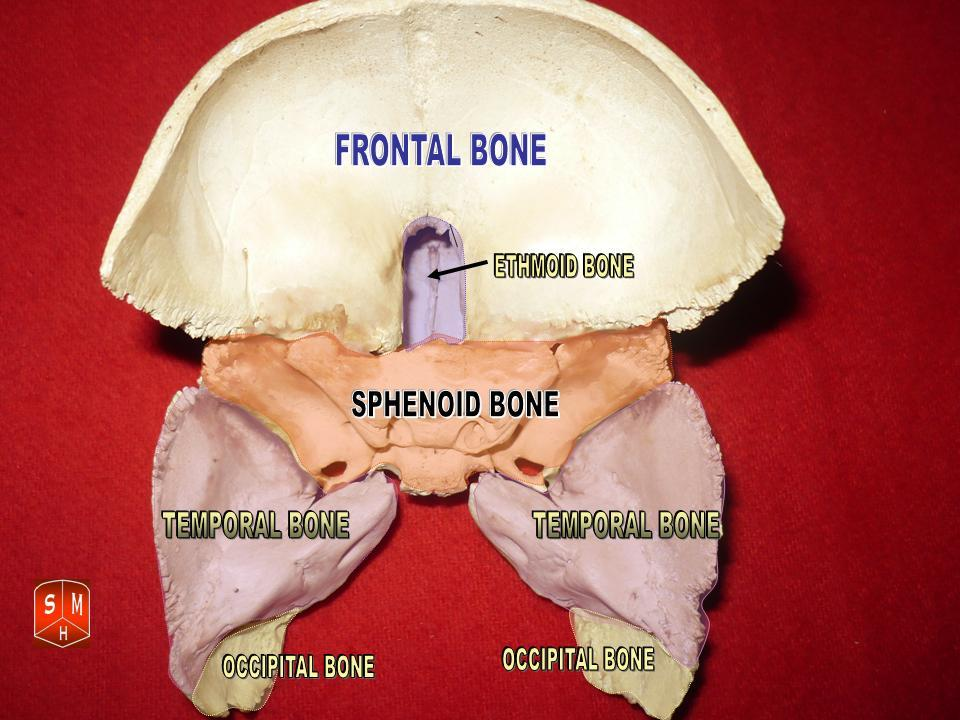